# Чкадуа, Ольга Петровна
Ольга Петровна Чкадуа (1909, село Ингири, Зугдидский уезд, Кутаисская губерния, Российская империя — неизвестно, село Ингири, Зугдидский район, Грузинская ССР) — колхозница колхоза «Ингири» Зугдидского района, Грузинская ССР. Герой Социалистического Труда (1949).

## Биография
Родилась в 1909 году в крестьянской семье в селе Ингири Зугдидского уезда. С раннего возраста трудилась в сельском хозяйстве. Во время коллективизации вступила в колхоз «Ингири» Зугдидского района, председателем которого был Иродий Георгиевич Чургулия. В послевоенное время состояла в чаеводческом звене Ксении Павловны Сарсания.
В 1948 году собрала 6435 килограмма зелёного чайного листа на участке площадью 0,5 гектара. Указом Президиума Верховного Совета СССР от 29 августа 1949 года удостоена звания Героя Социалистического Труда за «получение высоких урожаев сортового зелёного чайного листа и цитрусовых плодов в 1948 году» с вручением ордена Ленина и золотой медали «Серп и Молот» (№ 4585).
Этим же указом званием Героя Социалистического Труда были награждены труженики колхоза «Ингири» бригадир Григорий Максимович Каличава, звеньевая Ксения Павловна Сарсания, колхозницы Венера Максимовна Джиделава, Тина Илларионовна Каличава, Наталия Фоминична Саникидзе, а также агротехник и секретарь парторганизации колхоза «Ингири» В. С. Карчава, оформленный для награждения как звеньевой (лишён звания Героя Социалистического Труда в 1953 году).
За выдающиеся трудовые результаты по итогам работы в 1949 году была награждена вторым Орденом Ленина и по итогам работы в 1950 году — Орденом Трудового Красного Знамени.
После выхода на пенсию проживала в родном селе Ингири. С 1968 года — персональный пенсионер союзного значения. Дата смерти не установлена.
Награды
- Герой Социалистического Труда
- Орден Ленина — дважды (1949; 19.04.1950)
- Орден Трудового Красного Знамени (01.09.1951)